# Roche & Böhmermann
Roche & Böhmermann war eine von Charlotte Roche und Jan Böhmermann moderierte Talkshow, die in der Wachsfabrik Köln produziert und ab dem 4. März 2012 wöchentlich auf ZDFkultur ausgestrahlt wurde. Am 28. Januar 2013 gab die Koordinatorin von ZDFkultur/3sat Dinesh Kumari Chenchanna bekannt, dass die Sendung nicht fortgesetzt würde; als Grund wurden Uneinigkeiten zwischen den Beteiligten genannt.
2016/17 wurde das Format mit dem neuen Co-Moderator Olli Schulz als Schulz & Böhmermann bei ZDFneo wieder fortgeführt.

## Konzept
Die Sendung beschrieb sich selbst mit den Worten „Eine Talkshow ganz im Stil des frühen Fernsehens, nur neu gemacht“. Konkret hieß das beispielsweise, dass es den Gästen erlaubt war, während der Sendung zu rauchen, zu telefonieren und Alkohol zu trinken. Darüber hinaus gab es einen Ansager (William Cohn), der sowohl die Sendung als solche ansagte als auch die Vorstellungen der einzelnen Gäste kommentierte. Die Gäste saßen an einem sparsam beleuchteten runden Tisch und waren mit Namensschildern gekennzeichnet. Statt der heute üblichen Ansteckmikrofone befand sich auf dem Tisch vor jedem Teilnehmer ein Sennheiser MD 441, ein Modell, das in früheren Talkshows weit verbreitet war. In der Mitte des Tisches befand sich ein Knopf zur Selbstzensur, der dafür sorgte, dass der Fernsehzuschauer nur ein Piepen hörte, nicht jedoch das Gesagte. Die Moderatoren hatten darüber hinaus die Möglichkeit, die Sendung „zurückzuspulen“ oder ein Gespräch unter sich zu führen. Nach den eigentlichen Gesprächen mit den Gästen wurden die Moderatoren gezeigt, die ein kurzes Fazit über die gerade vergangene Sendung zogen.

## Rezeption
Nach ihrem Beginn wurde die Sendung vom Feuilleton unterschiedlich aufgenommen.
Tobias Rüther lobte in der Frankfurter Allgemeinen Zeitung das Konzept der Show, das er als „Intimkulisse“ betitelte. Um die tatsächliche Qualität von Talkshows der 1960er Jahre zu erreichen, müsse die Sendung allerdings auf intensivere Gespräche setzen. „Vielleicht hieße das aber auch, ‚Roche & Böhmermann‘ als Format ernster zu nehmen, als die beiden Moderatoren es selbst wollen“, kommentierte er abschließend.
Die Gäste hätten „einfach so gar nichts mitzuteilen“, Themen würden sich „träge aneinanderreihen“, so Christopher Pramstaller in der Süddeutschen Zeitung. Er lobte jedoch die Diskussionswilligkeit von Jan Böhmermann und attestierte, die Sendung könne funktionieren, wenn die Moderatoren das „Maß zwischen bloßer Freundlichkeit und ordentlich Krawall, der mehr ist als ein kleiner Witz am Rande“ finden würden.
Beate Hausbichler kritisierte im Standard die „markige Oberfläche“ und den Zwang, politisch inkorrekt zu sein. Die Sendung bringe „Pseudo-Tabubrüche“ dar, „die sich wie bei Böhmermann auch noch hinter einer feigen Ironie-Fassade verstecken, durch die das Gegenüber im Unklaren bleibt: Schmäh oder ernst gemeint?“.
Die Sendung sei eine große „Zerstörmaschine“, so Matthias Kalle, weil sie die Erwartungen der Zuschauer, der Gäste und „wohl zum Teil auch die … [des] ZDF“ zerstöre. In einem Artikel für das ZEITmagazin über das deutsche Fernsehen vom September 2012 bezeichnete Kalle die Sendung als „beste Talkshow-Kritik“, sie sei eine „große Inszenierung zur Demaskierung der Branchenmechanismen.“
Die Moderatoren erhielten für die Sendung die Auszeichnung Journalist des Jahres 2012 in der Kategorie Unterhaltung. In der Begründung heißt es, die Sendung sei eine „Ausnahmeerscheinung in der uniformen deutschen Talkshow-Fließbandproduktion“.
Die Sendung war für den Grimme-Preis 2013 in der Kategorie Unterhaltung nominiert, erhielt die Auszeichnung aber nicht.
Die Einschaltquoten der ersten Staffel lagen im Durchschnitt bei 0,2 Prozent beziehungsweise 0,3 Prozent der 14- bis 49-Jährigen und damit klar über dem Senderschnitt von jeweils 0,1 Prozent. Die zweite Staffel steigerte sich auf durchschnittlich 0,3 beziehungsweise 0,5 Prozent.

## Auszeichnungen
Am 2. Oktober 2012 erhielten die Produzenten Philipp Käßbohrer und Matthias Murmann den Förderpreis des Deutschen Fernsehpreises.

## Folgen-Übersicht

### 1. Staffel
| Folge | Erstausstrahlung (ZDF Mediathek / ZDFkultur) | Ausstrahlung (3sat) | Gäste                                                                                     | Sonstiges |
| ----- | -------------------------------------------- | ------------------- | ----------------------------------------------------------------------------------------- | --- |
| 1.    | 4. März 2012                                 | 12. Juli 2012       | Sido, Marina Weisband, Britt Hagedorn, Sven Marquardt und Jorge González.                 | |
| 2.    | 11. März 2012                                | 19. Juli 2012       | Afschin Fatemi, Harald Martenstein, Thilo Bode und Lucy Diakovska.                        | Collien Ulmen-Fernandes sagte kurzfristig ihren Auftritt in der Talkshow ab und ihr Platz wurde nicht nachbesetzt. |
| 3.    | 18. März 2012                                | 26. Juli 2012       | Paula Lambert, Kim Frank, Thomas Friemel, Thees Uhlmann und Balian Buschbaum              | Während der Sendung wurde den Gästen Grünkohl mit Pinkel gereicht. Darüber hinaus wurde erstmals eine Zuschauerfrage gestellt, für die der Fragesteller versehentlich mit 100 Euro, anstatt 50 Euro, belohnt wurde. |
| 4.    | 25. März 2012                                | 9. August 2012      | Anna Fischer, Henryk M. Broder, Arno Funke, Dendemann und Klaas Heufer-Umlauf             | Die Titelmusik im Intro wurde durch ein A cappella von Kraftklub ersetzt. Zu Beginn der Sendung wurde allen Männern die Einnahme von Viagra angeboten. Nur Moderator Jan Böhmermann nahm eine, merkte während der Sendung außer Schwindel jedoch keine Wirkung. Zudem wurde mehrere Male das Bild eingefroren, währenddessen sich nur die beiden Moderatoren über die Wertigkeit ihrer Gäste verständigten. |
| 5.    | 1. April 2012                                | 16. August 2012     | Das Bo, Wilson Gonzalez Ochsenknecht, Kim Gloss, Björn Stransky und Jutta Sundermann.     | Björn Stransky ist ein achtzehnjähriger Student, der an einer Aktion teilgenommen hatte, in deren Rahmen der Zuschauer, der den höchsten Kontostand nachweisen konnte, als Gast eingeladen wurde. |
| 6.    | 8. April 2012                                | 23. August 2012     | Lena Meyer-Landrut, Fiona Erdmann, Werner Schulze-Erdel, Andreas Altmann und Jochen Stay. | Während der Sendung wurde mehrmals der Ton des aktuellen Gesprächs ausgeblendet, stattdessen wurden die vermeintlichen Gedanken der Moderatoren als auch von Lena Meyer-Landrut eingespielt. |
| 7.    | 15. April 2012                               | 30. August 2012     | Bela B, Rodrigo González, Rocko Schamoni und König Boris                                  | Farin Urlaub sagte aus Protest gegen die Alkohol- und Raucherlaubnis in der Talkshow kurzfristig seinen Auftritt ab. Sein Platz wurde zunächst durch eine Zuschauerin, später durch einen Zuschauer aus dem Publikum nachbesetzt. |
| 8.    | 22. April 2012                               |                     | Palina Rojinski, Philipp Möller, Max Schradin, Samy Deluxe und Boris Palmer               | Eigentliche Pilotfolge |
| 9.    | 29. April 2012                               |                     |                                                                                           | Best of der ersten Staffel |

### 2. Staffel
| Folge | Erstausstrahlung (ZDF Mediathek / ZDFkultur) | Ausstrahlung (3sat) | Gäste                                                                                | Sonstiges |
| ----- | -------------------------------------------- | ------------------- | ------------------------------------------------------------------------------------ | --- |
| 10.   | 1./2. September 2012                         | 6. September 2012   | Markus Lanz, Jessica Schwarz, Eko Fresh, Charles M. Huber, Konstantin Gropper        | Es wurde der Anschein erweckt, die Sendung würde nach der Sommerpause in neuem Bühnendesign und mit etwas eher dem Massengeschmack angepasstem Konzept gesendet werden. Während der Sendung wurde die alte Kulisse dann wiederhergestellt. |
| 11.   | 8./9. September 2012                         | 13. September 2012  | Max Herre, Jennifer Weist, Mark Benecke, Ferris MC, Peter Berling                    | Während der Sendung wurden, in Anlehnung an Rankingshows, situationsbezogene Kommentare unter anderem von Fiona Erdmann, Helmut Zerlett und Katrin Bauerfeind eingeblendet. |
| 12.   | 15./16. September 2012                       | 20. September 2012  | Micaela Schäfer, Olli Schulz, Markus Kavka, Sebastian Frankenberger, Ranga Yogeshwar | Die Sendung wurde von Jan Böhmermanns fiktivem Erfrischungsgetränk „Glump“ gesponsert. Dafür wurden unter anderem zwei parodierende Sponsoring-Spots ausgestrahlt und den Gästen das Getränk anstatt des sonst üblichen Whiskeys gereicht. Die Original-Titelmusik im Intro wurde durch eine Interpretation der schwedischen Brass Band The Babe Russell Band ersetzt. |
| 13.   | 22./23. September 2012                       | 27. September 2012  | Jeannine Michaelsen, Udo Vetter, Hans Sarpei, Manuel Möglich, Rolf Eden              | Das obligatorische Intro wurde durch einen Einspieler mit dem Thema „Ratgeber Internet – Soziale Netzwerke“, moderiert von William Cohn, ersetzt. Es wurde erstmals die Möglichkeit geboten, sich „live“ über soziale Kanäle wie Twitter und Facebook zur laufenden Sendung zu äußern. Da die Sendung jedoch aufgezeichnet wird, lässt sich erahnen, dass es sich nicht um tatsächliche Wortmeldung von Zuschauern handelt. Der Zensur-Knopf wurde durch Einspieler verschiedener skurriler Internetvideos ersetzt. Zudem wurde zeitweise durch die Einblendung der Bedienelemente des YouTube-Players und das Pausieren der „Wiedergabe“ der Eindruck erweckt, man sehe die Sendung bei YouTube. |
| 14.   | 29./30. September 2012                       | 11. Oktober 2012    | Christopher Lauer, Anna Thalbach, Roberto Blanco, Andreas Kieling, Christian Berkel  | Die Sendung hatte als Motto „Halloween“. Das Intro absolvierte deshalb William Cohn im Dracula-Kostüm. Auf dem Tisch war eine abgeschlossene Holzschatulle deponiert, deren Schlüssel Jan Böhmermann an einer Kette an seinem Hals trug. Während der Sendung wurde diese wiederholt in Großaufnahme gezeigt und mit geheimnisvoller Musik untermalt. Am Ende der Sendung begann Böhmermann die Schatulle zu öffnen; der Inhalt der Schatulle wurde – mit Verweis auf eine Fortsetzung – jedoch nicht gezeigt. |
| 15.   | 6./7. Oktober 2012                           | 18. Oktober 2012    | Silke Burmester, Joachim Deutschland, Katharina Schüttler und Constanze Kurz         | Sahra Wagenknecht sagte kurzfristig ihren Auftritt in der Talkshow ab und ihr Platz wurde nicht nachbesetzt. Während der Sendung tauschten Roche und Böhmermann die Plätze. Im Folgenden wurden Aufnahmen jedoch gespiegelt, um den Eindruck zu erwecken, sie hätten die Plätze nicht getauscht. Das Intro wird durch das Lied Kiss von Prince ersetzt. |
| 16.   | 13./14. Oktober 2012                         |                     | Uwe Boll, Marusha, Curse, Jana B. und Viktor Leberecht                               | Die Titelmusik im Intro wurde durch eine Interpretation von Brandt Brauer Frick ersetzt. Der Zensurknopf in der Mitte des Tisches wurde zu einem „Vibrationsknopf“, der zufällig einen Stuhl der Gäste vibrieren ließ, jedoch war dieser Effekt nur bei Jana B. und abgeschwächt bei Curse zu sehen. |
| 17.   | 20./21. Oktober 2012                         | 1. November 2012    |                                                                                      | Best of der zweiten Staffel |

## Einstellung der Produktion
Ab dem 3. März 2013 sollte eine dritte Staffel wieder um 22:00 Uhr auf ZDFkultur laufen. Entgegen der Ankündigung, dass die Folgen zudem im Hauptsender des ZDF wiederholt würden, gab das ZDF am 28. Januar die Einstellung des Formates bekannt. Grund hierfür waren laut ZDF Uneinigkeit zwischen den Beteiligten.